# Kostel svatého Ignáce z Loyoly (Malenovice)
Kostel svatého Ignáce z Loyoly se nachází v obci Malenovice (okres Frýdek-Místek). Byl postaven v roce 1673 na náklady hraběte z Oppersdorfu. Nynější podoba kostela pochází z přestavby na konci 19. století. Od roku 2001 je kostel kulturní památkou.

## Historie
Ještě před stavbou kostela sv. Ignáce z Loyoly se na vršku Borová nacházela kaple, později nazývaná misijní. Ta je dnes připojena ke kostelu z jihovýchodní strany a vchází se skrz ni bočním vchodem do kostela.
Kostel na vršku Borová nechal vystavět tehdejší majitel frýdeckého panství hrabě Eusebius František z Oppersdorfu. Stavba byla vysvěcena v roce 1673. Zasvěcení svatému Ignáci z Loyoly bylo převzato z poutní kaple na vrcholu hory Malá Prašivá cca 9 km severovýchodně od Malenovic. Tato poutní kaple totiž získala v témže roce nové zasvěcení svatému Antonínu z Padovy.
Roku 1780 získal kostel vlastního duchovního správce - kaplana, který byl podřízen faráři ve farnosti Dobrá. O pět let později už se Borová stala zcela samostatnou farností. V devatenáctém století byla ke kostelu přistavěna kamenná věž.

## Poutě
Výroční poutní slavnost se zde tradičně slaví první neděli v srpnu (tedy první neděli po svátku sv. Ignáce z Loyoly).